# بلت، آکلان
بلت، آکلان (به لاتین: Balete, Aklan) یک منطقهٔ مسکونی در فیلیپین است که در آکلان واقع شده‌است.